# لويسفيل (تكساس)
لويسفيل (بالإنجليزية: Lewisville, Texas)‏ هي مدينة تقع في مقاطعة دينتون، مقاطعة دالاس بولاية تكساس في شمال شرق الولايات المتحدة. تأسست عام 1925، تبلغ مساحة هذه المدينة 109.99 (كم²)، وترتفع عن سطح البحر 170 م، بلغ عدد سكانها 95290 نسمة في عام 2010 حسب إحصاء مكتب تعداد الولايات المتحدة .

## التركيبة السكانية
حدّد مكتب تعداد الولايات المتحدة بيانات التركيبة السكانية للويسفيل في تعداد الولايات المتحدة. في ما يلي، التركيبة السكانية حسب تعدادي 2000 و2010.

### تعداد عام 2000
بلغ عدد سكان لويسفيل 77,737 نسمة بحسب تعداد عام 2000، وبلغ عدد الأسر 30,043 أسرة وعدد العائلات 19,815 عائلة مقيمة في المدينة. في حين سجلت الكثافة السكانية 694.5 نسمة لكل كيلومتر مربع (1,798.7/ميل2). وبلغ عدد الوحدات السكنية 31,764 وحدة بمتوسط كثافة قدره 283.8 لكل كيلومتر مربع (735.0/ميل2).
وتوزع التركيب العرقي للمدينة بنسبة 77.20% من البيض و7.39% من الأمريكيين الأفارقة و0.70% من الأمريكيين الأصليين و3.90% من الأمريكيين ذوي الأصول الآسيوية و0.03% من سكان جزر المحيط الهادئ و8.32% من الأعراق الأخرى و2.46% من عرقين مختلطين أو أكثر و17.75% من الهسبانيون أو اللاتينيون من أي عرق.
بلغ عدد الأسر 30,043 أسرة كانت نسبة 38.6% منها لديها أطفال تحت سن الثامنة عشر تعيش معهم، وبلغت نسبة الأزواج القاطنين مع بعضهم البعض 52.3% من أصل المجموع الكلي للأسر، ونسبة 9.6% من الأسر كان لديها معيلات من الإناث دون وجود شريك،  بينما كانت نسبة 4.1% من الأسر لديها معيلون من الذكور دون وجود شريكة وكانت نسبة 34% من غير العائلات. تألفت نسبة 25.2% من أصل جميع الأسر من عدة أفراد يعيشون في نفس المنزل ونسبة 2.9% كانت تتألف من شخص يعيش بمفرده يبلغ من العمر 65 عاماً أو أكثر. وبلغ متوسط حجم الأسرة المعيشية 2.58، أما متوسط حجم العائلات فبلغ 3.13.
بلغ العمر الوسطي للسكان 29.8 عاماً. وكانت نسبة 26.6% من القاطنين تحت سن الثامنة عشر، وكانت نسبة 11.8% بين الثامنة عشر والرابعة والعشرين عاماً، ونسبة 41.2% كانت واقعةً في الفئة العمرية ما بين الخامسة والعشرين والرابعة والأربعين عاماً، ونسبة 16% كانت ما بين الخامسة والأربعين والرابعة والستين، ونسبة 4% كانت ضمن فئة الخامسة والستين عاماً فما فوق. يوجد لكل 100 أنثى 100.2 ذكر، ويوجد لكل 100 أنثى في الثامنة عشر من عمرها فما فوق 99.4 ذكر.
بلغ متوسط دخل الأسرة في المدينة 60,404 دولارًا، أما متوسط دخل العائلة فبلغ 66,653 دولارًا. وكان متوسط دخل الذكور 42,755 دولارًا مقابل 33,046 دولارًا للإناث. وسجل دخل الفرد الخاص بالمدينة 24,339 دولارًا. وكانت نسبة 3.7% من العائلات ونسبة 5.6% من السكان تحت خط الفقر، وكان من هؤلاء نسبة 6.8% تحت سن الثامنة عشر ونسبة 6.6% في الخامسة والستين من العمر وما فوق.

### تعداد عام 2010
بلغ عدد سكان لويسفيل 95,290 نسمة بحسب تعداد عام 2010، وبلغ عدد الأسر 37,496 أسرة وعدد العائلات 23,047 عائلة مقيمة في المدينة. في حين سجلت الكثافة السكانية 851.3 نسمة لكل كيلومتر مربع (2,204.9/ميل2). وبلغ عدد الوحدات السكنية 39,967 وحدة بمتوسط كثافة قدره 357 لكل كيلومتر مربع (924.6/ميل2).
وتوزع التركيب العرقي للمدينة بنسبة 65.34% من البيض و11.19% من الأمريكيين الأفارقة و0.65% من الأمريكيين الأصليين و7.76% من الأمريكيين ذوي الأصول الآسيوية و0.07% من سكان جزر المحيط الهادئ و11.79% من الأعراق الأخرى و3.20% من عرقين مختلطين أو أكثر و29.16% من الهسبانيون أو اللاتينيون من أي عرق.
بلغ عدد الأسر 37,496 أسرة كانت نسبة 35.5% منها لديها أطفال تحت سن الثامنة عشر تعيش معهم، وبلغت نسبة الأزواج القاطنين مع بعضهم البعض 43.8% من أصل المجموع الكلي للأسر، ونسبة 12.5% من الأسر كان لديها معيلات من الإناث دون وجود شريك،  بينما كانت نسبة 5.1% من الأسر لديها معيلون من الذكور دون وجود شريكة وكانت نسبة 38.5% من غير العائلات. تألفت نسبة 30.1% من أصل جميع الأسر من عدة أفراد يعيشون في نفس المنزل ونسبة 5.1% كانت تتألف من شخص يعيش بمفرده يبلغ من العمر 65 عاماً أو أكثر. وبلغ متوسط حجم الأسرة المعيشية 2.53، أما متوسط حجم العائلات فبلغ 3.21.
بلغ العمر الوسطي للسكان 30.9 عاماً. وكانت نسبة 25.7% من القاطنين تحت سن الثامنة عشر، وكانت نسبة 11.2% بين الثامنة عشر والرابعة والعشرين عاماً، ونسبة 35.7% كانت واقعةً في الفئة العمرية ما بين الخامسة والعشرين والرابعة والأربعين عاماً، ونسبة 20.8% كانت ما بين الخامسة والأربعين والرابعة والستين، ونسبة 6.5% كانت ضمن فئة الخامسة والستين عاماً فما فوق. وتوزع التركيب الجنسي للسكان بنسبة 49.4% ذكور و50.6% إناث.

## أعلام
- سام سبينس
- ماركوس هيكس
- جمال آدامز
- جوش روشينق
- كودي لينلي
- بوكير وودفوكس

## وصلات خارجية
- www.cityoflewisville.com
- The US50 - Cities and Towns in Texas State